# Nettersheim
Nettersheim é um município da Alemanha, localizado no distrito de  Euskirchen, Renânia do Norte-Vestfália.